# La Neuville-lès-Dorengt
La Neuville-lès-Dorengt è un comune francese di 379 abitanti situato nel dipartimento dell'Aisne della regione dell'Alta Francia.

## Società

### Evoluzione demografica
Abitanti censiti